# Frederico I, Duque de Württemberg
Frederico I de Württemberg (19 de agosto de 1557 - 29 de janeiro de 1608) foi o filho do duque Jorge I de Württemberg-Mömpelgard e da sua esposa, a condessa Bárbara de Hesse, filha do conde Filipe I de Hesse.

## Biografia
Existem várias referências a Frederico na obra de William Shakespeare, The Merry Wives of Windsor, na qual uma série de anedotas anti-alemãs começam com o roubo de um cavalo, são feitas várias referências a viajantes alemães em Inglaterra e a um duque alemão que não é esperado em Windsor.
Frederico de Mömpelgard era herdeiro do ducado de Württemberg quando visitou Windsor e outras cidades inglesas em 1592. Começou a desejar passar a pertencer aos Cavaleiros da Ordem da Jarreteira e pediu várias vezes à rainha Isabel que lhe concedesse essa honra várias vezes. Depois de herdar o ducado e ganhar importância nos seus assuntos, Isabel aceitou-o na ordem. Num golpe calculado, o duque foi informado desta honra demasiado tarde para poder estar presente na cerimónia de investidura na primavera de 1597, para a qual The Merry Wives of Windsor tinha sido escrita. Assim, as referências feitas às primeiras visitas de Frederico e ao facto de não ter estado presente em Windsor, que apareceram nas primeiras actuações privadas, mas não na versão de 1602 que surgiu das actuações publicas.
Em 1599, Frederico I ordenou que se criasse uma nova cidade na extremidade norte da floresta negra que receberia o nome de Freudenstadt. O objectivo era fazer a nova residência do ducado de Württemberg nessa cidade, uma vez que era mais próxima de Mömpelgard do que Estugarda, a capital do ducado. Contudo, Frederico I morreu em 1608 e os seus planos nunca se realizaram.
Os filhos de Frederico I criaram a casa ducal de Württemberg-Neuenstadt, uma linha secundária da Casa de Württemberg, depois de assinarem o Fürstbrüderlicher Vergleich, uma acordo mútuo entre os irmãos, a 7 de Junho de 1617. O seu filho mais velho, João Frederico, recebeu o ducado de Württemberg enquanto o segundo filho mais novo, Frederico Aquiles, recebeu o Castelo de Neuenstadt e um rendimento anual de 10 000 florins.

## Casamento e descendência

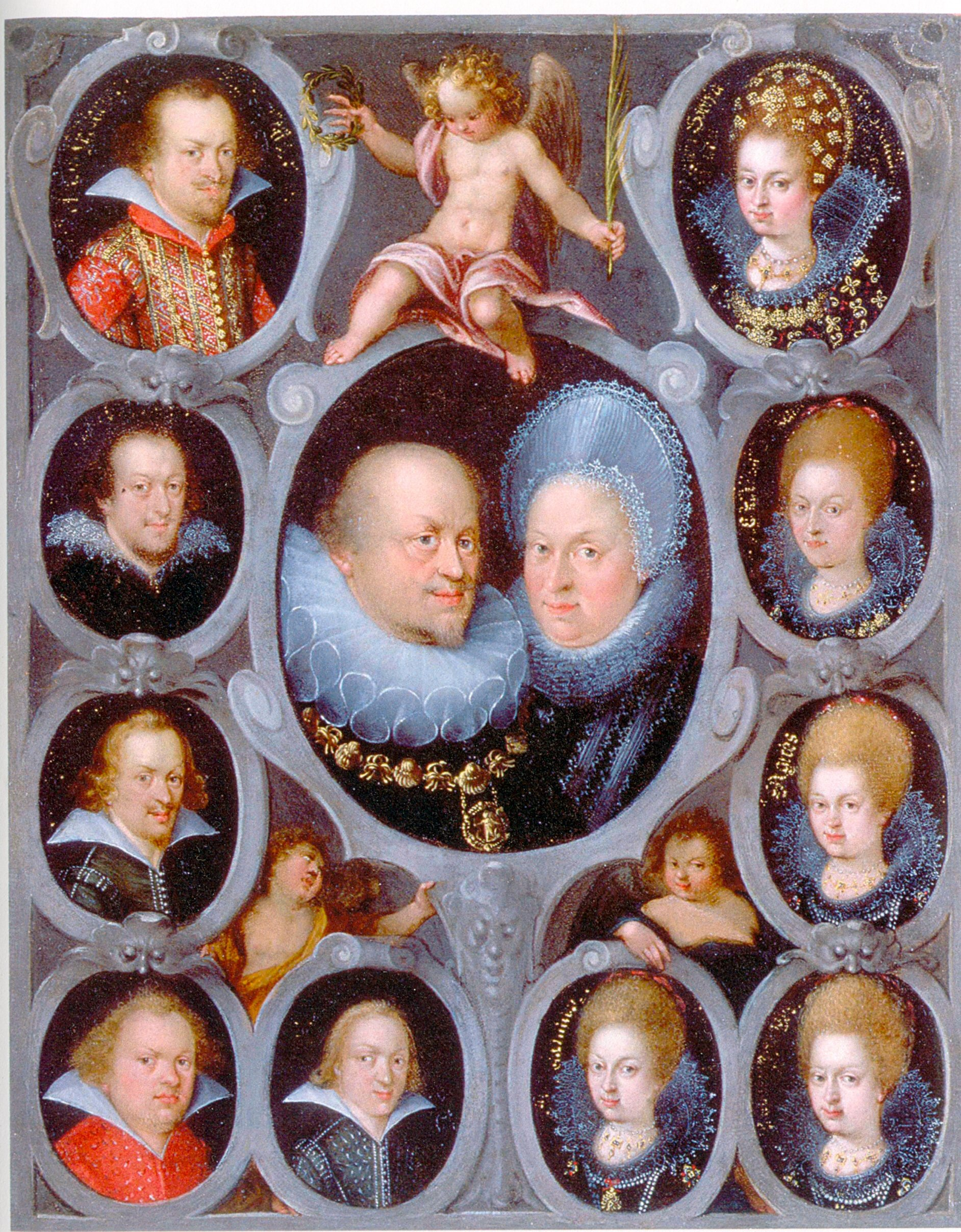
Frederico com a esposa e os filhos

Frederico casou-se no dia 22 de maio de 1581 com a princesa Sibila de Anhalt, filha do príncipe Joaquim Ernesto de Anhalt. O casal teve os seguintes filhos:
1. João Frederico de Württemberg (5 de maio de 1582 - 18 de julho de 1628), casado com a marquesa Bárbara Sofia de Brandemburgo; com descendência.
2. Jorge Frederico de Württemberg (23 de abril de 1583 - 10 de fevereiro de 1591), morreu aos sete anos de idade.
3. Sibila Isabel de Württemberg (10 de abril de 1584 - 20 de janeiro de 1606), casada com o duque João Jorge I da Saxónia; sem descendência.
4. Isabel de Württemberg (nascida e morta a 15 de janeiro de 1585)
5. Luís Frederico de Württemberg-Mömpelgard (29 de janeiro de 1586 - 26 de janeiro de 1631), casado primeiro com a condessa Isabel Madalena de Hesse-Darmstadt; com descendência. Casado depois com a condessa Ana Leonor de Nassau-Saarbrücken; com descendência.
6. Joaquim Frederico de Württemberg (27 de janeiro de 1587 - 31 de janeiro de 1587), morreu com quatro dias de idade.
7. Júlio Frederico de Württemberg-Weiltingen (3 de junho de 1588 – 25 de abril de 1635), casado com a duquesa Ana Sabina de Schleswig-Holstein-Sonderburg; com descendência.
8. Filipe Frederico de Württemberg (9 de maio de 1589 - 5 de setembro de 1589), morreu aos quatro meses de idade.
9. Eva Cristina de Württemberg (6 de maio de 1590 - 18 de março de 1657), casada com o marquês João Jorge de Brandemburgo-Jägerndorf; sem descendência.
10. Frederico Aquiles de Württemberg-Neuenstadt (5 de maio de 1591 - 20 de dezembro de 1630), nunca se casou nem teve filhos.
11. Inês de Württemberg (7 de maio de 1592 - 25 de novembro de 1629), casada com o duque Frederico Júlio de Saxe-Lauenburg; com descendência.
12. Bárbara de Württemberg (4 de dezembro de 1593 - 18 de maio de 1627), casada com o marquês Frederico V de Baden-Durlach; com descendência.
13. Magnus de Württemberg (12 de dezembro de 1594 - 6 de maio de 1622), morreu em combate; sem descendência.
14. Augusto de Württemberg (24 de janeiro de 1596 - 21 de abril de 1596), morreu aos três meses de idade.
15. Ana de Württemberg (25 de março de 1597 - 4 de novembro de 1650), nunca se casou nem teve filhos.

## Genealogia
| Frederico I de Württemberg | Pai: Jorge I de Württemberg-Mömpelgard | Avô paterno: Henrique de Württemberg | Bisavô paterno: Ulrico V de Württemberg     |
| Frederico I de Württemberg | Pai: Jorge I de Württemberg-Mömpelgard | Avô paterno: Henrique de Württemberg | Bisavó paterna: Isabel da Baviera-Landshut  |
| Frederico I de Württemberg | Pai: Jorge I de Württemberg-Mömpelgard | Avó paterna: Eva de Salm             | Bisavô paterno: João IV de Salm-Obersalm    |
| Frederico I de Württemberg | Pai: Jorge I de Württemberg-Mömpelgard | Avó paterna: Eva de Salm             | Bisavó paterna: Margarida de Sierck         |
| Frederico I de Württemberg | Mãe: Bárbara de Hesse                  | Avô materno: Filipe I de Hesse       | Bisavô materno: Guilherme II de Hesse       |
| Frederico I de Württemberg | Mãe: Bárbara de Hesse                  | Avô materno: Filipe I de Hesse       | Bisavó materna: Ana de Mecklenburg-Schwerin |
| Frederico I de Württemberg | Mãe: Bárbara de Hesse                  | Avó materna: Cristina da Saxónia     | Bisavô materno: Jorge da Saxônia            |
| Frederico I de Württemberg | Mãe: Bárbara de Hesse                  | Avó materna: Cristina da Saxónia     | Bisavó materna: Bárbara da Polónia          |